# Повість про молодят
«Повість про молодят» (рос. «Повесть о молодоженах») — російський радянський повнометражний чорно-білий художній фільм, поставлений на Кіностудії «Ленфільм» в 1959 році режисером Сергієм Сидельовим.
Прем'єра фільму в СРСР відбулося 19 січня 1960 року.

## Зміст
На чергову щорічну зустріч старих друзів Шура прийшла зі своїм чоловіком Володею. Колектив прийняв його з радістю. Та через безглузду сварку молодята готові розійтися. Тоді справжні товариші приходять на допомогу, щоб люблячі один одного люди зберегли сім'ю.

## Ролі
- Віра Пашенна — Ольга Миколаївна, директор дитячого будинку
- Тетяна Пельтцер — Варвара Василівна
- Кюнна Ігнатова — Шура
- Гренада Жгун — Світлана
- Анатолій Кузнецов — Володя
- Євген Леонов — Федя
- Аліса Фрейндліх — Галя
- Євгенія Трейтман — Лена
- Світлана Мазовецька — Люба
- Володимир Поболь — Коля

## В епізодах
- Анатолій Азо — Степан, брат Свєти
- Зоя Аллександрова — випускниця дитячого будинку
- А. Богатирьов
- Ігор Боголюбов — старший брат Свєти
- Микола Гаврилов — начальник будівництва
- Володимир Курков — брат Світлани
- Кирило Лавров — Олександр Синіцин, льотчик
- Михайло Ладигін — батько Світлани
- Оскар Лінд — квартуполномоченний
- Петро Лобанов — управдом
- Людмила Макарова — Катя, реєстратор в пологовому будинку
- Галина Мочалова — Тося, співробітниця Солодухина
- Ольга Порудолинська — Світлана Пилипівна, мати Світлани
- Тамара Сезеневська — Маша, медсестра в пологовому будинку
- Микола Трофимов — Кукушкін, батько чотирьох дочок
- Сергій Юрський — Данила, друг Володі
- У титрах не вказані:
- Борис Аракелов — Анатолій, друг Володі
- Світлана Жгун — Валя, дівчина, прийнята за Шуру
- Владислав Ковальков — сусід по гуртожитку
- Олексій Кожевников — комсомолець
- Акиліна Колесова — акушерка
- Володимир Особик Гаврик, Олександр Синіцин в дитинстві
- Зоя Русина — пассажирка

## Знімальна група
- Автор сценарію - Олександр Хазін
- Режисер-постановник - Сергій Сидельов
- Головні оператори - Мойсей Магід, Лев Сокольський
- Художник - Євген Еней
- Композитор - Василь Соловйов-Сєдой автобуса
- Олег Хроменков — сусід по гуртожитку

- Звукооператор - Лев Вальтер
- Режисер - І. Голинська
- Редактор - Світлана Пономаренко
- Монтажер - Раїса Ізаксон
- Директор картини - Михайло Шостак